# Dziewanna (mitologia)
Dziewanna (łac. Dzewana), Ziewanna, Ziewonia, Ziewionja – czczona przez Słowian zachodnich bogini dzikiej przyrody, lasów, księżyca i łowów. W źródłach pierwszy raz wymieniona w XV wieku przez Jana Długosza, który porównał ją do rzymskiej bogini Diany. Dziewanna to także polska nazwa na Verbascum, a etymologia tego słowa jest niejasna. Po mocnej krytyce ze strony Aleksandra Brücknera badacze odrzucili jej autentyczność, lecz współcześnie akceptuje ją coraz większa liczba badaczy. Czasami w ludowych obrzędach występuje razem z Marzanną. Po chrystianizacji mogła zostać zastąpiona przez Matkę Boską Gromniczną.

## Etymologia
Prasłowiańską nazwę na Verbascum rekonstruuje się jako *divizna (por. pol. : dziwizna, cz. i słow. divizna, serb-chorw. дивѝзма/divìzma), z drugorzędną formą *divina (por. pol.: dziewanna, ukr. : дивина́/dyvyná). Słowo to ma pochodzenie prabałtosłowiańskie i występuje w litewskim jako np. devynspė͂kė, devynjėgė. Jedynym słowem pokrewnym spoza grupy bałtosłowiańskiej może być dackie διέσεμα/diésema (Dioskurydes), które próbuje się wywieść z *diu̯es-eu̯smn („żar nieba”) i porównuje się do niemieckiego Himmelbrand (Verbascum; „żar niebios”), lecz dokładna etymologia słowiańskiego słowa jest niejasna. Rosyjski językoznawca i etymolog Aleksandr Anikin zauważa także podobieństwo między litewskimi określeniami na dziewannę a litewskim słowem devynì „dziewięć”.
Istnieje kilka interpretacji imienia Dziewanny. Najbardziej oczywistą etymologią są takie słowa jak dziewka, dziewa – „dziewczyna, młoda kobieta, panna, niewiasta” oraz dziewica – słowo pochodne od dziewy. Za pochodzeniem imienia od dziewicy może przemawiać fakt, że Diana (oraz jej grecka odpowiedniczka Artemida), odpowiedniczka Dziewanny w mitologii rzymskiej, w mitach przedstawiana jest na ogół jako dziewica i nigdy nie posiadała potomstwa ani partnera.
Innym słowem, od którego może pochodzić imię bogini, może być staropolskie dziwy, dziwoki „dziki”.
Zaproponowano także, aby połączyć imię Dziewanny z praindoeuropejskim bogiem nieba *Dyēus'em. W folklorze słowiańskim występują demony o podobnej nazwie, np. polska i czeska dziwożona, ruski dziw, bułgarska i chorwacka samodiwa („rusałka, boginka, istota magiczna”) itp. Przyjmuje się, że żeńskie demony-dziwy wywodzą z prasłowiańskiego słowa *diva, a to słowo jest żeńską formą słowa *divъ („dziw (demon)”). *divъ wywodzi od pie. słowa *Dyēus („bóg nieba”) przez pośrednie *deywós („niebiański”) i jego najbliższym słowem pokrewnym jest Diews – bóg nieba w mitologii bałtyjskiej. *Dyēus u Słowian nabrał demonicznych cech w wyniku kontaktów kulturowych z ludami irańskimi, którzy zdemonizowali irańskiego kontynuatora *Dyēus'a w wyniku reformy zaratusztriańskiej. Argumentem za taką etymologią jest fakt, że Diana również etymologicznie wywodzi się od *Dyēus'a. Anikin zauważa, że dziewanny czasami używano do rozjaśniania włosów i łączy to słowo z pie. rdzeniem *dei-u̯- lub *dī- („świecić, być jasnym”), z którego też wywodzi się *Dyēus.
Przyrostek -ana, -anna, który występuje w imionach wielu bogiń, może wywodzić się z pie. słowa *ansu oznaczającego „pan, władca, bóg”.

## Źródła

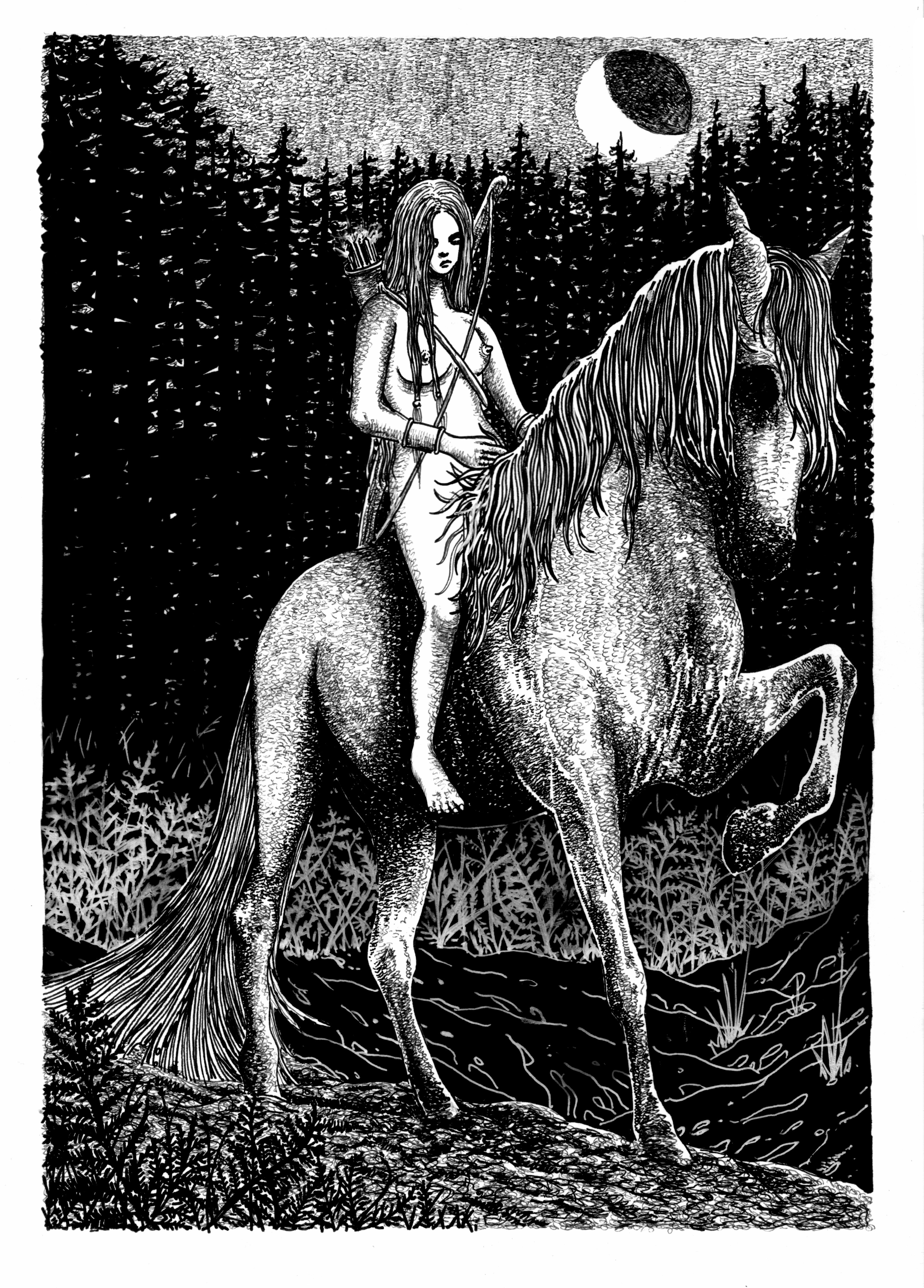
Devana, Andy Paciorek, 2015

Pierwszym źródłem, które ma wymieniać Dziewannę, jest czeski Mater Verborum – datowany na XIII wiek słownik łaciński. W tekście słownika można przeczytać: „Diana, Latonae et Iouis filia” („Diana, córka Jowisza i Latony”) i czeską glosę: „Devana, Letuicina i Perunova dci” („Dziewanna, córka Letuny i Peruna”). Jednakże Mater Verborum zostało odkryte dopiero w XVIII wieku przez Wacława Hankę, któremu udowodniono fałszowanie tekstów o historii Czech, przez co to źródło jest niewiarygodne .
Głównym źródłem o Dziewannie są Roczniki Jana Długosza:

A jako że państwu Lechitów wydarzyło się powstać na obszarze zawierającym rozległe lasy i gaje, o których starożytni wierzyli, że zamieszkuje je Diana i że Diana rości sobie władztwo nad nimi, Cerera zaś uważana była za matkę i boginię urodzajów, których dostatku kraj potrzebował, [przeto] te dwie boginie: Diana w ich języku Dziewanną zwana i Cerera zwana Marzanną cieszyły się szczególnym kultem i szczególnym nabożeństwem.

W innym miejscu pisze, że kiedy Mieszko kazał potopić bałwany pogańskich bogów, „to poniszczenie i potopienie bałwanów po dziś dzień przedstawia się i odnawia w niektórych wsiach polskich, gdzie niosą na długim drągu wyobrażenia Dziewanny i Marzanny i wrzucają w moczary i zatapiają w niedzielę postną Laetare”. Jednak informacja Długosza, że zwyczaj topienia Śmierci jest pozostałością po niszczeniu słowiańskich idoli przez chrześcijan, jest fałszywa, gdyż zwyczaj ten jest potępiany już np. w Statutach prowincjonalnych w skrócie, które powstały przed Rocznikami Długosza (lata 20).
Inni średniowieczni autorzy, którzy wspominają Dziewannę, bazują na tekście Długosza. W Kronice Polskiej zwyczaj podobny do tego opisanego przez Długosza opisuje Marcin Bielski:

Za mej jeszcze pamięci był on obyczaj u nas po wsiach, iż na Białą niedzielę w poście topili bałwana, jeden ubrawszy snop konopi albo słomy w odzienie człowiecze, który wszystką wieś prowadził, gdzie najbliżej było jakieś jeziorko albo kałuża, tamże zebrawszy z niego odzienie, wrzucili do wody, śpiewając żałobliwie: Śmierć się wije u płotu, szukajmy kłopotu; potem co najprędzej do domu od tego miejsca bieżeli, który albo która się wtenczas powaliła albo powalił, wróżbę tę mieli, iż tego roku umrze. Zwali tego bałwana Marzana, takbym rzekł, że to bóg Mars, jako Ziewanna Diana.

O bogini wspomina jeszcze Maciej Stryjkowski: „Djanę, boginię łowów, zwali Sarmatowie językiem swym Ziewonją albo Dziewanną”, „Chryste, tyś Mieszka śleporodzonego oświecił, Polskęś przywiódł do chrztu swego. Tobie ustąpił Grom, Ladon, Marzanna, Pogwizd, Ziewanna”, Miechowita, Guagnini, Kromer i ksiądz Wujek.
Niezależnie od Długosza o tej bogini wspomina Oskar Kolberg w swojej pracy dotyczącej Łużyc: „Džiwica, bogini lasów i myślistwa, osobliwie u południowych Łużyczan. Piękna ta niewiasta z łukiem i strzałami ma charty. Mówią też o kimś, kto w południe został w lesie: Hladaj so, zo džiwica k tebi ńepřińdže. Sądzą, że poluje ona i przy świetle księżyca. Džiwi [znaczy tu] dziki, a džiwina – dziczyzna”.
Dziewanna może znajdować też potwierdzenie w toponimii, np. szczyt Děvín w Wzgórzach Pawłowskich, Devínska Nová Ves czy Dziewin – słowiańska nazwa na Magdeburg – i inne.
Jedynym potencjalnym, niezachodniosłowiańskim źródłem jest Kazanie świętego Grzegorza, które wymienia postać Dziwy obok innych bogów jak Mokosz i Perun. Dziwa przeszła z języka staroruskiego do czeskiego i przez Josefa Jungmanna uważana była za inne imię bogini Łady.

## Folklor

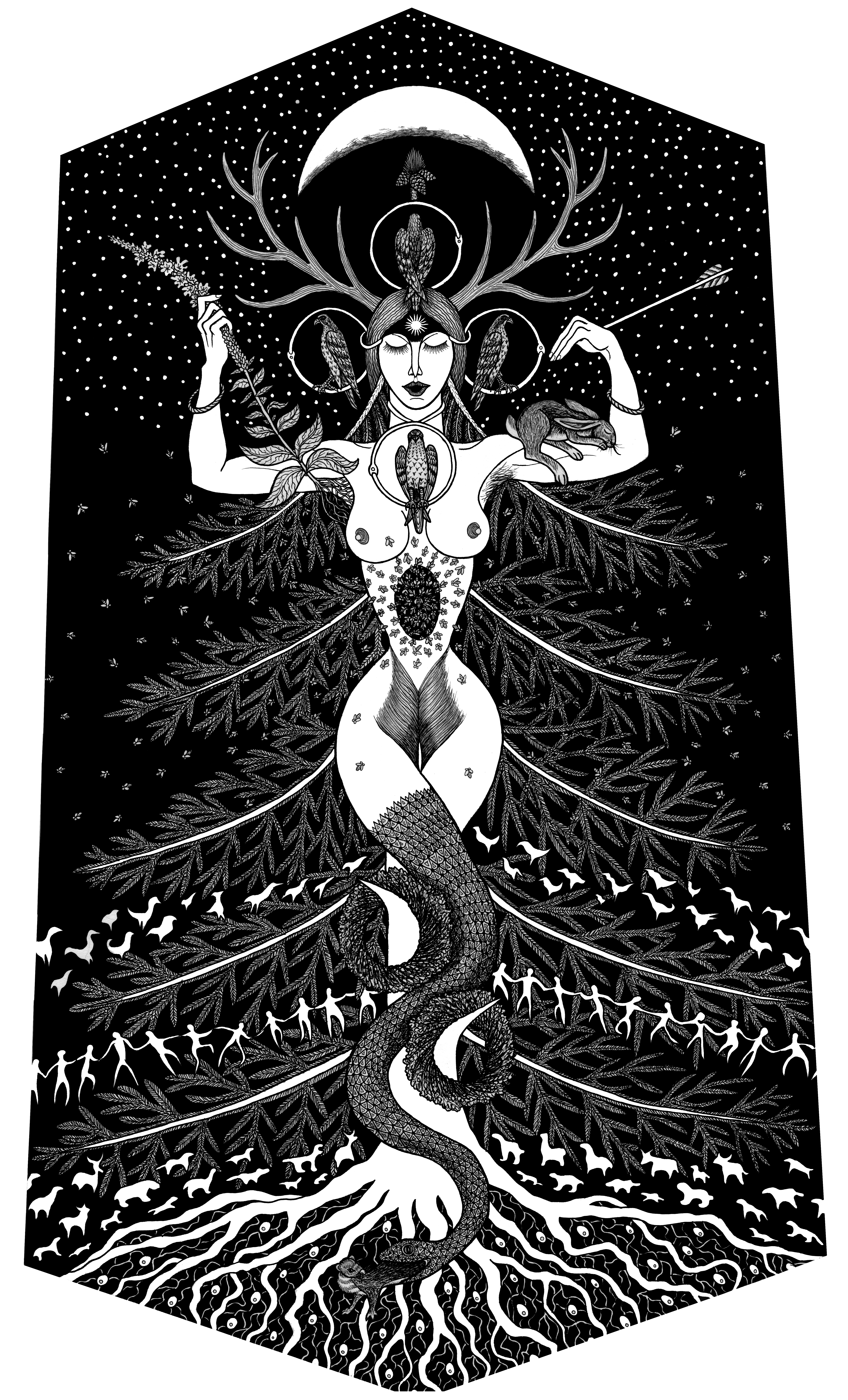
Dziewanna, Marek Hapon, 2017

Dziewanna, poza wymienionymi wyżej źródłami, nie występuje bezpośrednio w folklorze, lecz niektóre legendy mogą na nią wskazywać. Na Dziewannę może wskazywać legenda Łysej Góry, która w kulturze polskiej przedstawiana jest jako „polski Olimp”. Według lokalnych legend, zanim zbudowany został tam klasztor, na Łysej Górze w czasach przedchrześcijańskich stał gród (Kronika wielkopolska) lub zamek (Długosz). Według Długosza zamek miał zostać zbudowany przez gigantów, a w wersji ludowej przez „Dumną Panią”, dla której był siedzibą. Dumna Pani, która miała pokonać Aleksandra Wielkiego przez co wpadła w pychę i ogłosiła się Dianą. Bóg tego nie zdzierżył i zniszczył zamek przy pomocy pioruna. Marek Derwich i Marek Cetwiński interpretują „Dumną Panią” właśnie jako Dziewannę .
Szkocki folklorysta James G. Frazer w Złotej gałęzi opisuje śląski zwyczaj, gdzie postać Śmierci (Marzanny) jest topiona lub niszczona. Następnie młodzież wybiera się do lasu, ścina małą jodłę, odziera z kory a następnie zdobi festonami, papierowymi różami, pisankami itp. Tak przyzdobione drzewo nazywa się Majem lub Latem. Następnie chłopcy chodzą z tym drzewkiem od domu do domu i śpiewają pieśni:
| Wynieśliśmy już z wioski Śmierć – Niesiemy nowe Lato Kłaniamy się majowym dniom I kolorowym kwiatom |

Frazer dalej pisze: „Czasami przynoszą również z lasu ładnie przybraną lalkę, którą nazywają Latem, Majem lub Narzeczoną. W Polsce nazywają ją Dziewanną, boginią wiosny”. Podobny zwyczaj opisuje Marcin Kromer w De origine et rebus gestis Polonorum libri XXX. Na Podlasiu oprowadzano Królewnę, czyli piękną dziewczynę ustrojoną w kolorowe szaty, kwiaty i czerwone korale, co może być związane ze śląskim zwyczajem.
W folklorze słowiańskim pojawiają się duchy lub demony dziewonie – żeńskie górskie istoty mieszkające w jaskiniach, zajmujące się przędzeniem związane z runem leśnym, które mogą być zdemonizowaną Dziewanną. Podobnie może być z dziwożonami.

### Roślina
Dziewanną (lub rzadziej dziwizną) nazywane jest też zioło lecznicze używane do pielęgnacji skóry i przy leczeniu dolegliwości układu oddechowego. Szyjewski zauważa jednak, że dziewannę nazywano czasami warkoczem Matki Boskiej, a Kolankiewicz, że w średniowiecznej ikonografii Najświętszą Marię Pannę przedstawiano z dziewanną w ręku, a marzanna, jako roślina, w XVI wieku była synonimem dziewanny.

## Interpretacje
Pierwsze opracowania dotyczące „panteonu Długosza” negowały istnienie wszystkich lub większości wymienianych przez niego bogów. Do głównych krytyków należał przede wszystkim Aleksander Brückner czy Stanisław Urbańczyk. Po odrzuceniu hiperkrytycznego podejścia do „panteonu Długosza” wielu badaczy, np. Aleksander Gieysztor, Andrzej Szyjewski czy Wiaczesław Iwanow i Władimir Toporow, skłania się ku uznaniu autentyczności przynajmniej niektórych „bogów polskich”, w tym Dziewanny. W mitologii greckiej pomocnicami Artemidy są nimfy, których najbliższymi słowiańskimi odpowiedniczkami są boginki, które występują u Słowian zachodnich, głównie w Polsce. Boginki to ubrane na biało lub nagie, młode dziewczęta, które zamieszkiwały brzegi zbiorników wodnych, lasy i jaskinie z których wychodzą nocami, zwłaszcza w letnie noce księżycowe. Opiekowały się dzikimi zwierzętami, często były wrogie wobec ludzi, zwłaszcza mężczyzn. Księżyc był ich „bogiem” – rządził ich aktywnością. Boginki miały także strzelać z łuku. W ruskich przekazach liczba wił, które są siostrami, wynosi 27 („trzykroć po dziewięć”) lub w innej wersji 30 i związane to może być z ekliptycznym podziałem na 27 zodiaków (np. nakszatra w hinduizmie) i z lunacją. Te cechy boginek-nimf mogą wiązać je z Dziewanną-Artemidą – boginią lasów i księżyca.

### Podwójna bogini
Z powodu wielokrotnego pojawiania się w obrzędach wiosennych pary Dziewanny i Marzanny niektórzy badacze sugerowali, że obie te boginie mogły być dwoma obliczami jednej bogini życia i śmierci. Podobny motyw występuje w religiach indoeuropejskich, np. skandynawska Hel („jedna połowa jej twarzy miała wyraz urodziwy i przyjemny, druga zaś trupi i ohydny”) lub grecka para Persefona-Kora, która pół roku spędzała pod ziemią, a pół roku na ziemi. Według Kolankiewicza wskazywać na podwójną boginię może domniemany związek Dziewanny z prasł. *diva w znaczeniu „boginka”, oraz z irańskim dewa – „demon”. Na archaiczność Dziewanny i Marzanny może wskazywać związek z wegetacją, a to z Matką Ziemią.

## W chrześcijaństwie

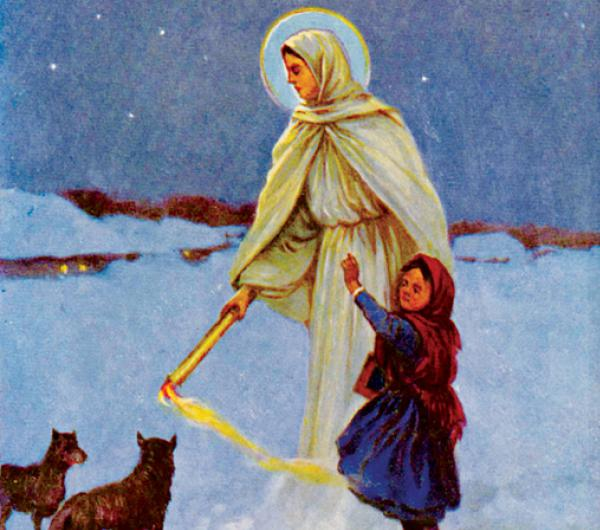
Matka Boska Gromniczna

Podczas chrystianizacji Dziewanna mogła zostać zastąpiona przez Matkę Boską Gromniczną. Legenda polska mówi, że chodzi ona w lutowe noce i chroni pola przed zamarznięciem. W ikonografii przedstawiana jest razem z wilkiem (lub wilkami), którego ochroniła przed śmiercią ze strony chłopów, i którego uczyniła swoim sługą, z koszyczkiem lub gniazdem skowronków u stóp, których pisk miał zwiastować rychłe przyjście wiosny. W rękach zawsze trzyma gromnicę, której używano do wróżb, ochrony domu przed wilkami, piorunami czy złem, od gromnicy przypalano dzieciom włosy by ochronić je przed chorobą uszu. Gromnica często występuje w powiedzeniach dotyczących przyjścia wiosny. Z dziewanny dawniej robiono knoty do gromnic i nazywano ją czasami knotnicą, królewską świecą czy warkoczem Matki Boskiej. Łączenie święta Matki Boskiej Gromnicznej (Ofiarowanie Pańskie) z dzikimi zwierzętami ma zasięg ogólnosłowiański.

## W kulturze
- (471143) Dziewanna – planetoida nazwana imieniem bogini[35]
- Halina Poświatowska – W słońcu południa
- Małgorzata Hillar – Ballada o dziewannie
- Bronisława Ostrowska – Dziewanna